# KOI-4878
KOI-4878 es una estrella de tipo G (enana amarilla) localizada en la constelación de Draco a aproximadamente 1134 años luz (347 pársecs) de la Tierra. Es ligeramente menos masiva que el Sol, sin embargo, con un volumen levemente superior, cerca de 5 % mayor, y es un poco más caliente que nuestra estrella, con una temperatura en torno a los 6.031 K. La metalicidad de KOI-4878 no es muy baja, lo que puede representar una presencia significativa de elementos pesados en el sistema. Los posibles cuerpos del sistema cuya densidad corresponda a la de un planeta telúrico, deben tener una composición semejante a la de sus homólogos del sistema solar por lo que si se comprobara su existencia podrían formar parte de un sistema análogo al nuestro.

## Sistema planetario
KOI-4878 podría tener un planeta, KOI-4878.01, que la orbite cada 449 días, lo que podría colocarlo en la zona habitable de la estrella. Su masa calculada sería 0,99 veces mayor que la de la Tierra, con un radio ligeramente mayor (1,04) y una temperatura media estimada en -16,5 °C, lo que haría a este planeta el más parecido con la Tierra descubierto hasta ahora.
| Planeta                 | Masa         | Semieje mayor (UA) | Periodo orbital (días) | Excentricidad | Inclinación | Radio   |
| ----------------------- | ------------ | ------------------ | ---------------------- | ------------- | ----------- | ------- |
| KOI-4878.01 (candidato) | 0,4 - 3,0 M⊕ | 1,137              | 449,01                 | 0             | 89,95 °     | 1,04 R⊕ |